# Economia dell'Inghilterra

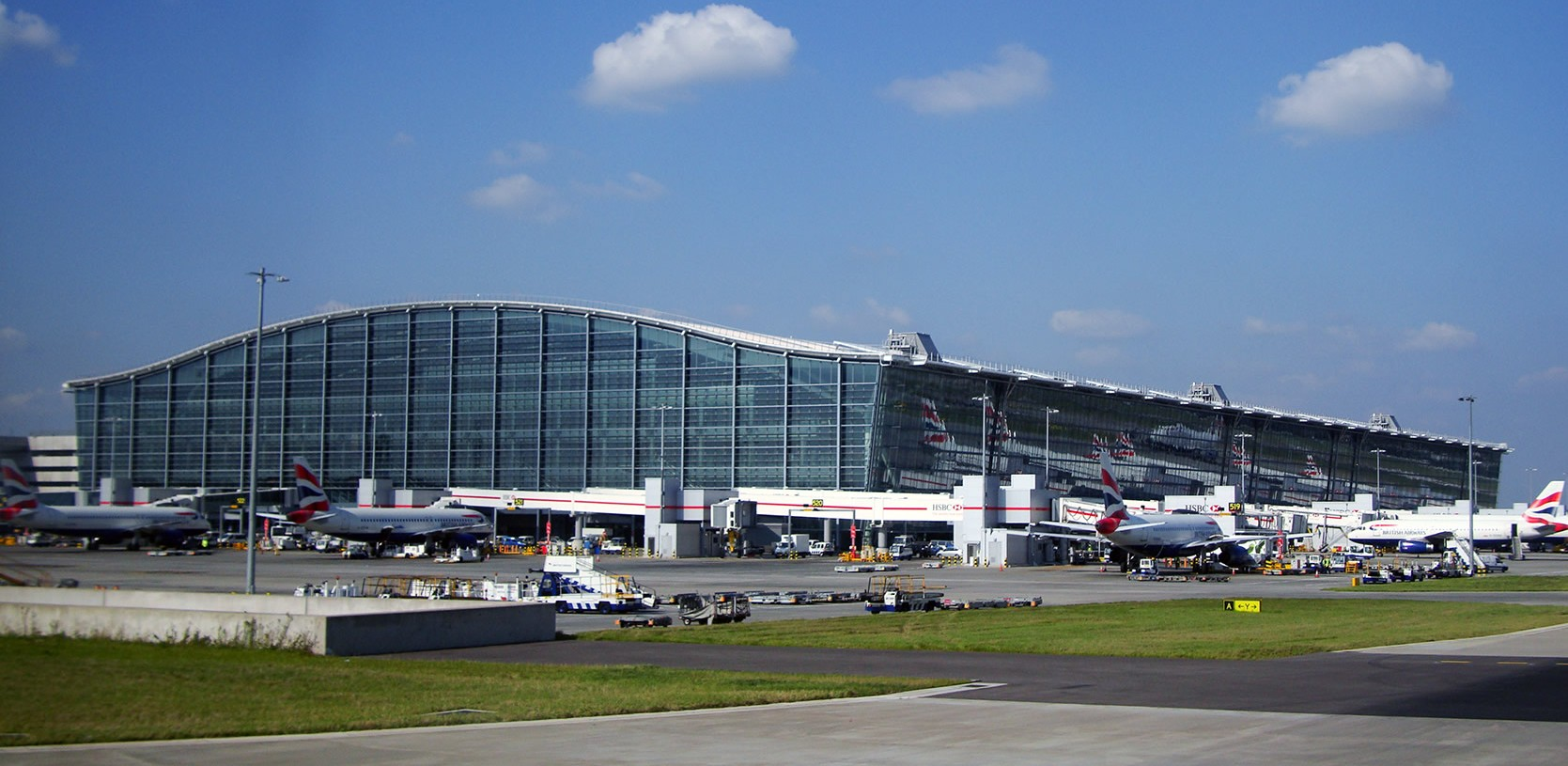
L'aeroporto di Londra-Heathrow, il più trafficato d'Europa e il settimo al mondo per passeggeri transitati, ma trasporta più passeggeri internazionali di ogni altro aeroporto al mondo.

L'economia dell'Inghilterra è la più grande economia dei quattro paesi del Regno Unito. 
L'Inghilterra è un paese altamente industrializzato. È un importante produttore di prodotti tessili e chimici. Sebbene automobili, locomotive e aerei siano tra gli altri principali prodotti industriali inglesi, una parte significativa del reddito del paese proviene dalla City di Londra. Dagli anni '90, il settore dei servizi finanziari ha svolto un ruolo sempre più significativo nell'economia inglese e la City di Londra è uno dei più grandi centri finanziari del mondo. Banche, assicurazioni, materie prime e futures sono fortemente concentrati in città.
Il settore dei servizi nell'area nel suo insieme è oggi il più grande in Inghilterra, con industrie manifatturiere e primarie in declino. L'unica grande industria secondaria che sta crescendo è l'industria delle costruzioni, alimentata dalla crescita economica fornita principalmente dal crescente settore dei servizi, amministrativo e finanziario. Negli ultimi due decenni, il governo ha contenuto la crescita dei programmi di assistenza sociale. Il centro finanziario dell'Inghilterra è Londra.
La valuta ufficiale dell'Inghilterra è la sterlina (£), o pound, una delle valute più forti del mondo. I centesimi sono conosciuti come pences. La banca centrale del Regno Unito, la Banca d'Inghilterra, ha sede a Londra.

## Storia
In epoca medievale (XI-XV secolo), la lana era la principale industria dell'Inghilterra e la principale esportazione del paese verso l'Europa. Molte città mercato e porti sono cresciuti grazie alle industrie. Nel 1555 l'Inghilterra entrò nella tratta degli schiavi, con conseguente creazione del commercio triangolare, dove si fa profitto ad ogni fermata. Le scarse infrastrutture hanno reso difficile lo sviluppo dell'industria su larga scala, e questa situazione è cambiata solo tra la fine del XVIII e l'inizio del XIX secolo, quando iniziarono a essere costruiti canali e ferrovie, che resero l'Inghilterra la prima nazione industrializzata al mondo con l'avvento della Rivoluzione industriale. Fu anche in questo periodo l'espansione britannica all'estero, dove l'Inghilterra stabilì colonie (come India, Stati Uniti, Canada o Australia) per fornire materie prime come cotone e tabacco. Le fabbriche inglesi lavoravano quindi queste merci e le vendevano, sia nel mercato interno in rapida crescita che all'estero. Le città crebbero e furono stabiliti grandi centri industriali, specialmente nelle Midlands e nell'Inghilterra settentrionale. 

## Settori

### Settore primario

#### Agricoltura, allevamento, pesca e silvicoltura

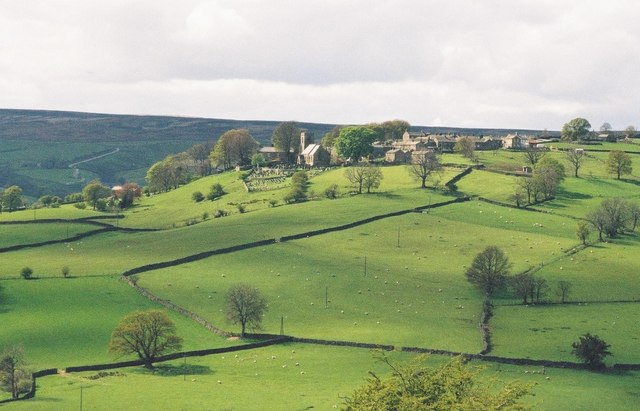
Pascolo nel North Yorkshire.

L'agricoltura è intensiva, altamente meccanizzata ed efficiente per gli standard europei, producendo circa il 60% del fabbisogno alimentare con solo il 2% della forza lavoro. Contribuisce per circa il 2% del PIL. Circa due terzi della produzione sono dedicati all'allevamento e un terzo alla semina.
Le principali colture che vengono coltivate sono frumento, orzo, avena, patate e barbabietola da zucchero. L'Inghilterra è una delle nazioni di pesca più importanti al mondo. Le loro flotte estraggono pesce di ogni tipo, dalla passera di mare all'aringa. Kingston upon Hull, Grimsby, Fleetwood, Great Yarmouth e Lowestoft sono tra le città costiere che hanno grandi industrie della pesca. L'Inghilterra è quarta per la caccia alle balene.

### Settore secondario

#### Industria
L'industria continua a perdere importanza. Negli anni '60 e '70 era una parte significativa della produzione economica dell'Inghilterra, tuttavia diverse industrie manifatturiere pesanti erano gestite dal governo e non riuscivano a competere con i mercati mondiali. Le industrie statali furono vendute e per tutto il XX secolo molte chiusero perché incapaci di competere; una situazione che si riflette ampiamente in altri paesi industrializzati occidentali. Tuttavia, la produzione rappresenta ancora circa il 26% del PIL del Regno Unito. L'Inghilterra rimane un attore chiave nell'industria aerospaziale, della difesa farmaceutica e chimica e le aziende britanniche in tutto il mondo continuano a svolgere un ruolo nel settore attraverso gli investimenti esteri.

### Settore terziario

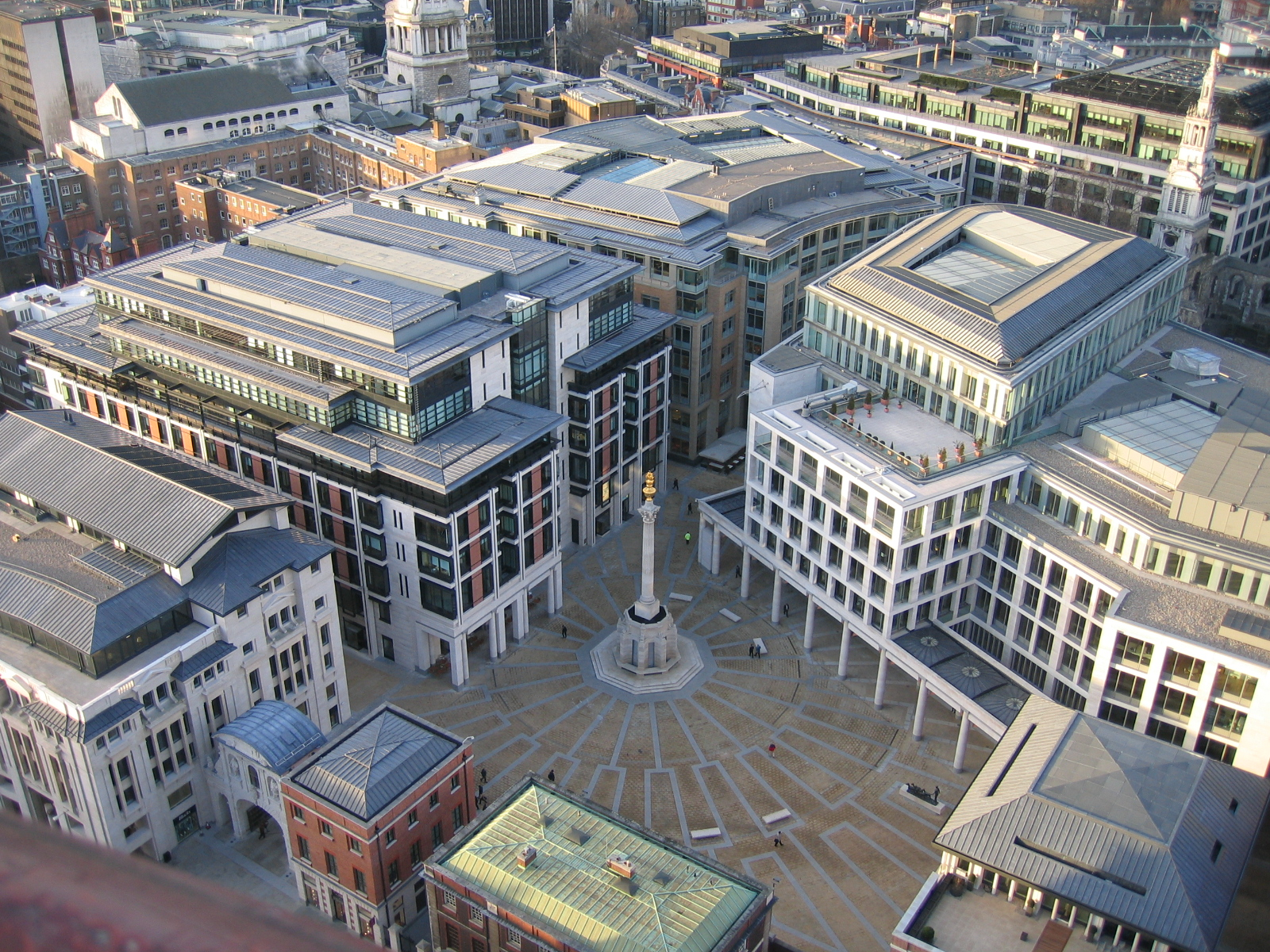
Paternoster Square, la piazza dove ha sede la Borsa di Londra (nel grande edificio a destra dell'immagine).

#### Finanza e commercio
La Città di Londra è il principale distretto finanziario dell'Inghilterra e uno dei centri finanziari più importanti del mondo. È qui che si trova la Borsa di Londra, una delle principali borse mondiali.
Le industrie dei servizi, in particolare banche, assicurazioni e servizi alle imprese, rappresentano di gran lunga la quota maggiore del PIL e impiegano circa l'80% della popolazione attiva.
Leeds è il secondo centro finanziario più grande d'Inghilterra, con oltre 30 banche nazionali e internazionali con sede in città. Più di 124.000 persone sono impiegate nei servizi bancari e finanziari nella regione.
Manchester ospita il più grande settore dei servizi finanziari e professionali al di fuori di Londra.

#### Turismo

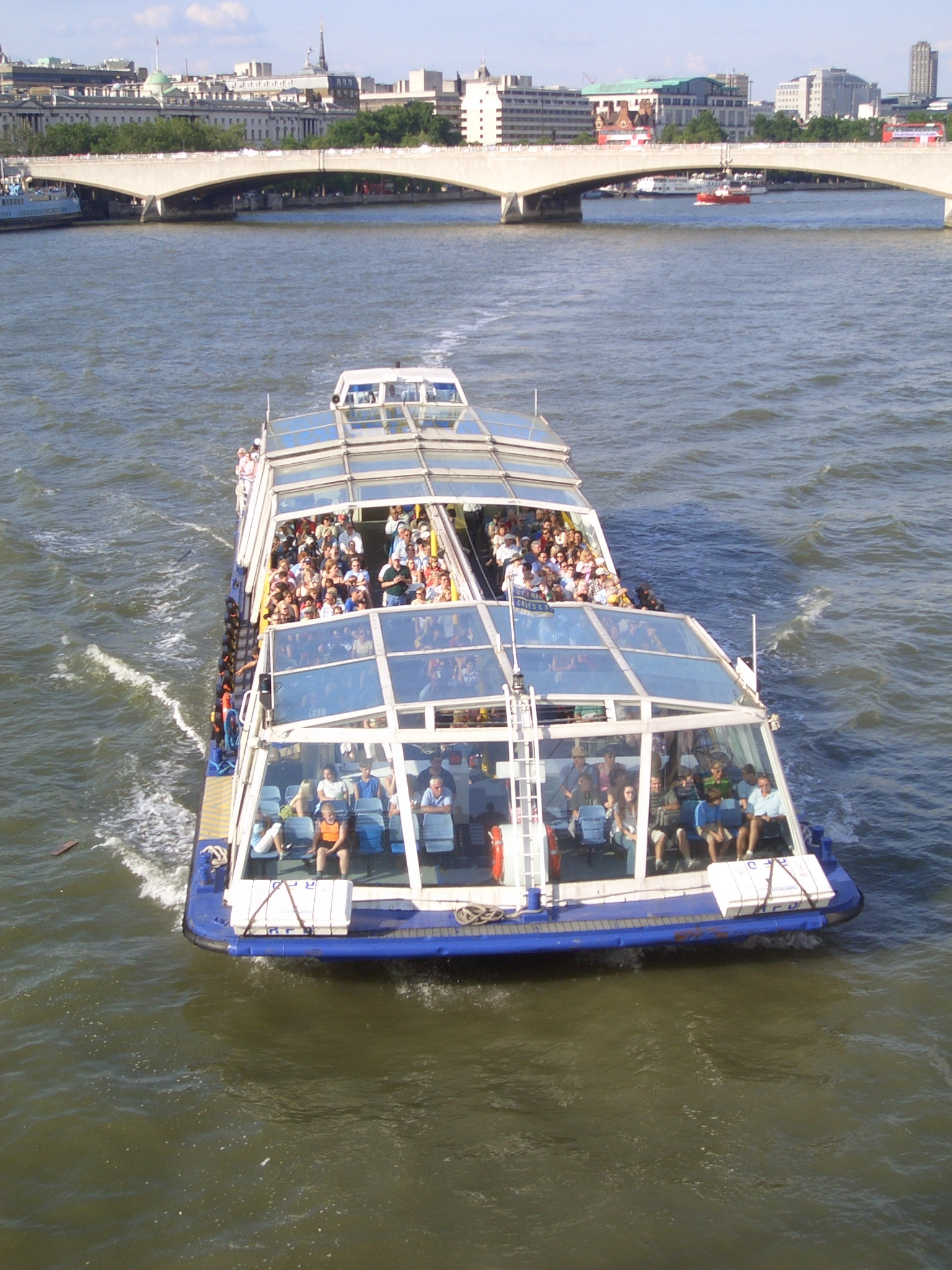
Mezzo del London River Services sul Tamigi.

Il turismo ha rappresentato 96 miliardi di sterline del PIL (8,6% dell'economia) nel 2009. Impiega oltre 2 milioni di persone, circa il 4% della popolazione attiva. Il più grande centro turistico è Londra, che attrae milioni di turisti internazionali ogni anno.